# Тектосаги
Тектосагите (Tectosage; Volcae Tectosages; Οὐόλκαι Τεκτόσαγες, в География на Птолемей) са келтско племе от волките, което е живяло в царството Галатия в Централна Мала Азия (днес вилает Ескишехир).
Те са населявали първо територията около Толоза, Франция.
През 279 пр.н.е. по време на Голямата експедиция на Брен и Акихорий тектосагите тръгват към Тракия, Македония и Гърция.
След смъртта на Брен съюзниците му се разпръсват. Тектозагите заедно с толистобоите и трокмите завоюват територията около Анкара в днешна Турция и образуват през 3 век племенния съюз на галатите в Галатия.
Техният главен град е Анкира.
През 25 пр.н.е. Галатия става римската провинция Галатия.